# Человек-паук: Вдали от дома
«Челове́к-пау́к: Вдали́ от до́ма» (англ. Spider-Man: Far From Home) — американский полнометражный художественный супергеройский фильм 2019 года с участием одноимённого персонажа комиксов издательства Marvel Comics. Продолжение фильма «Человек-паук: Возвращение домой» (2017), а также 23-я по счёту картина медиафраншизы «Кинематографическая вселенная Marvel» (КВМ) и последний проект её Третьей фазы. Режиссёром фильма выступил Джон Уоттс, сценаристами — Крис Маккенна и Эрик Соммерс. Главных героев сыграли: Том Холланд, Сэмюэл Л. Джексон, Зендея, Коби Смолдерс, Джон Фавро, Дж. Б. Смув, Джейкоб Баталон, Мартин Старр, Тони Револори, Мариса Томей, Джейк Джилленхол и другие. По сюжету, Питер Паркер и его одноклассники отправляются в тур по Европе, во время которого молодого человека нанимает Ник Фьюри; Человек-паук должен отразить нападение прибывших из альтернативной реальности Элементалов вместе с новым героем по прозвищу Мистерио.
Обсуждения разработки сиквела ленты «Человек-паук: Возвращение домой» начались в октябре 2016 года, позднее в этом же году проекту дали зелёный свет. В 2017 году Холланд и Уоттс подтвердили своё участие в работе над картиной. В следующем году к актёрскому составу присоединились Сэмюэл Л. Джексон и Джейк Джилленхол в ролях Фьюри и Мистерио. Незадолго перед началом съёмок Холланд раскрыл подзаголовок картины. Съёмки фильма начались в июле 2018 года и завершились в октябре того же года; они проходили в Англии, Чехии, Италии и Нью-Йоркской агломерации. У «Вдали от дома» была одна из самых масштабных маркетинговых кампаний в истории кино, а её организаторы стремились избежать спойлеров к кинокомиксу «Мстители: Финал» до его премьеры в апреле 2019 года. Саундтрек к картине написал Майкл Джаккино.
Мировая премьера фильма состоялась 26 июня 2019 года в китайском театре TCL в Голливуде. В американский прокат в различных форматах он вышел 2 июля 2019 года. Итоговые сборы ленты составили 1,1 миллиард долларов, в результате чего она стала первой экранизацией комиксов о Человек-пауке, кассовые сборы которой превысили отметку в миллиард. По результатам проката она также заняла четвёртое место среди самых кассовые картин 2019 года. Проект получил высокие оценки от зрителей и критиков, которые отмечали неплохой юмор, хорошие визуальные эффекты и актёрскую игру (в особенности Холланда и Джилленхола). Фильм, его режиссёр и актёры получили множество наград и номинаций. Продолжение под названием «Человек-паук: Нет пути домой» вышло в декабре 2021 года.

## Сюжет
Летом 2024 года, через восемь месяцев после битвы за Землю на обломках особняка Мстителей, Ник Фьюри и Мария Хилл посещают город Икстенко в Мексике, где был зафиксирован аномальный шторм с лицом. Внезапно на них нападает гигантское существо из земли, прозванное в дальнейшем «Элементалом», в битву с которым вступает некий Квентин Бек.
Тем временем в Нью-Йорке возобновляется набор студентов в Школу науки и технологий. В то время как выжившие после щелчка Таноса в 2018 году ученики повзрослели на 5 лет, исчезнувшие студенты вернулись после щелчка Брюса Бэннера осенью 2023 года в том же возрасте; этот феномен прозвали Скачком. В последний учебный день руководство школы организует двухнедельную летнюю поездку в Европу, во время которого скорбящий по своему погибшему наставнику Тони Старку Питер Паркер планирует признаться в чувствах однокласснице Мишель «Эм-Джей» Джонс. В образе Человека-паука Паркер выступает с короткой речью на мероприятии по сбору средств для бездомных, организованного тётей Мэй. Бывший телохранитель Старка и куратор Питера Хэппи Хоган сообщает молодому человеку, что его ищет Ник Фьюри для новой миссии, но Паркер решает на время отойти от геройства и сфокусироваться на поездке.
Во время путешествия по Венеции в Италии на группу нападает Элементал из воды. Питер пытается остановить его, но безуспешно. На помощь прилетает Квентин Бек, который уничтожает Элементала, после чего СМИ нарекают его героем «Мистерио». Вечером в номере отеля Паркер встречает Ника Фьюри и уходит с ним в штаб-квартиру. По пути Фьюри отдаёт Питеру очки с искусственным интеллектом «Э.Д.И.Т.», созданные Старком для Паркера и предоставляющие их владельцу доступ ко всем базам данных компании «Stark Industries», а также спутнику орбитального оружия в виде дронов. В штаб-квартире Ник знакомит Питера с Квентином Беком. Тот рассказывает, что прибыл из Земли-833 после уничтожения его мира Элементалами. Последний из Элементалов — Элементал Огня — должен появиться в Праге (Чехия) и Фьюри вербует подростка на миссию с Мистерио. Герой отказывается и уходит, но Фьюри перенаправляет туристический автобус его группы в Чехию, где Паркер переодевается в альтернативный стелс-костюм. На пражском карнавале появляется Огненный Элементал, которого Квентин уничтожает при помощи Питера. Фьюри и Хилл приглашают Паркера и Бека в Берлин, чтобы обсудить формирование новой команды супергероев. После битвы Бек отправляется с Питером в бар, где последний, считая Мистерио достойным преемником Железного человека, передаёт Квентину управление над «Э.Д.И.Т.». Однако, после ухода Паркера Квентин снимает наложенную на бар иллюзию и раскрывает, что является бывшим специалистом по голографическим иллюзиям компании «Stark Industries»: ранее Бек разработал передовую технологию иллюзий, однако в 2016 году Старк присвоил её себе и назвал Ментально-Органической Ретро-Граммой (М.О.Р.Г.), а затем уволил Квентина за неустойчивую психику. Сам Бек в итоге возглавил команду бывших сотрудников «Stark Industries», включая Уильяма Риву, ранее работавшего на Обадайю Стейна. С помощью технологий голографического захвата движений и полученного контроля над орбитальными дронами Старка, Бек намеревается выставить Мистерио как мирового супергероя, спасшего планету от вторжения Элементалов.
Во время битвы с Огненным Элементалом Паркер случайно отрывает проектор одного из дронов, который находит Эм-Джей. Питер понимает, что Мистерио — обманщик, а Элементалов на самом деле не существует, и признаётся Эм-Джей, что он Человек-паук. В то же время Квентин замечает сбои в иллюзиях и с помощью «Э.Д.И.Т.» узнаёт, что Паркер в курсе его обмана. Питер прибывает в Берлин на встречу с Фьюри, но попадает в ловушку Мистерио. Из-за множества иллюзий подросток случайно раскрывает, что его друзьям известен секрет Мистерио. Бек подводит Паркера на железнодорожные пути, где последнего сбивает поезд. Герой выживает, но теряет сознание. С помощью «Э.Д.И.Т.» Квентин перенаправляет туристический автобус с друзьями Паркера в Лондон для ликвидации во время нападения последнего Элементала. Попав в Голландию, Питер вызывает Хэппи Хогана, и тот забирает его. По пути в Лондон Паркер, используя свои знания и технологии Старка, создаёт себе новый костюм. Хоган передаёт Нику зашифрованное сообщение, в котором предупреждает его о лживой личности Мистерио. На Тауэрском мосту Бек активирует иллюзию гигантского Элементала, собранного из всех четырёх стихий, и программирует его на убийство Эм-Джей, Неда, Фьюри и Хилл, однако прибывает Человек-паук и с помощью электрической паутины разбивает часть иллюзий. Паучье чутьё помогает Паркеру преодолеть иллюзии Бека и разбить дроны, один из которых смертельно ранит Квентина. Паркер восстанавливает контроль над «Э.Д.И.Т.» и возвращает всех дронов на орбиту. Перед смертью Бек поручает одному из своих сообщников извлечь данные из дронов. Паркер с одноклассниками возвращается в Нью-Йорк и начинает отношения с Эм-Джей.
В первой сцене после титров ведущий новостей «DailyBugle.net» Джей Джона Джеймсон обвиняет Человека-паука в убийстве Мистерио, транслируя на экране в центре Нью-Йорка видеозапись последней схватки Питера и Бека, которую последний смонтировал с помощью иллюзий и видео-монтажа, подстроив всё так, что именно Паркер отдал приказ дронам атаковать мост. На записи Квентин также раскрывает, что Человек-паук — это Питер Паркер.
Во второй сцене после титров Ник Фьюри и Мария Хилл едут в машине. Последняя превращается в скрулла Сорен, а Фьюри — в скрулла Талоса. Они докладывают настоящему Нику, который всё это время находился на космическом корабле скруллов, о ситуации в Лондоне и что они передали очки Старка Паркеру.

## Актёрский состав
| Основной актёрский состав | Основной актёрский состав | Основной актёрский состав     | Основной актёрский состав | Основной актёрский состав | Основной актёрский состав | Основной актёрский состав | Основной актёрский состав | Основной актёрский состав | Основной актёрский состав | Основной актёрский состав |
| ------------------------- | ------------------------- | ----------------------------- | ------------------------- | ------------------------- | ------------------------- | ------------------------- | ------------------------- | ------------------------- | ------------------------- | ------------------------- |
|                           |                           |                               |                           |                           |                           |                           |                           |                           |                           |                           |
| Том Холланд               | Сэмюэл Л. Джексон         | Зендея                        | Коби Смолдерс             | Джон Фавро                | Джей Би Смув              | Джейкоб Баталон           | Мартин Старр              | Тони Револори             | Мариса Томей              | Джейк Джилленхол          |
| Питер Паркер Человек-паук | Ник Фьюри                 | Мишель «Эм-Джей» Джонс-Уотсон | Мария Хилл                | Гарольд «Хэппи» Хоган     | Джулиус Делл              | Нед Лидс                  | Роджер Харрингтон         | Юджин «Флэш» Томпсон      | Мэй Паркер                | Квентин Бек Мистерио      |

- Том Холланд — Питер Паркер / Человек-паук:
Ученик старшей школы и Мститель, получивший сверхчеловеческие способности после укуса генетически модифицированного паука[9]. Режиссёр картины Джон Уоттс заявил, что если в фильме «Человек-паук: Возвращение домой» (2017) Паркер пытается переложить на себя обязанности взрослых, то во «Вдали от дома» Питер, наоборот, стремится остаться ребёнком и отправиться в отпуск, однако обстоятельства вынуждают молодого человека сделать шаг вперёд и повзрослеть[10].
- Сэмюэл Л. Джексон — Николас Джозеф Фьюри:
Бывший директор организации «Щ.И.Т.», который пропал на пять лет в результате Скачка. Уоттс описал Фьюри следующим образом: «Это тот парень, который всегда обо всём знал. Это тот парень, который создал Мстителей, и вот он здесь, возвращается спустя пять лет и видит совсем другой мир»[11][12]. Режиссёр отметил, что в отличие от Тони Старка, похожего на «поддерживающего крутого дядюшку» для Питера, Фьюри, в свою очередь, представлен как «подлый отчим». «Фьюри видит в Питере Паркере актив, который ему нужен» — заключил Уоттс[13].
- Зендея — Мишель «Эм-Джей» Джонс:
Одноклассница и возлюбленная Паркера[14]. Полное имя героини, Мишель Джонс-Уотсон, раскрывается в продолжении «Человек-паук: Нет пути домой» (2021)[15].
- Коби Смолдерс — Мария Хилл:
Бывший высокопоставленный агент организации «Щ.И.Т.», тесно сотрудничающий с Ником Фьюри[11].
- Джон Фавро — Гарольд «Хэппи» Хоган:
Глава службы безопасности компании «Stark Industries», бывший телохранитель и водитель Старка[16]. Уоттс заявил, что в фильме Хэппи, как и Паркер, пытается найти своё место в мире после смерти Железного человека[17].
- Джей Би Смув — Джулиус Делл:
Учитель Паркера и один из двух сопровождающих преподавателей в поездке по Европе. Смув получил эту роль после участия в рекламе Audi совместно с Томом Холландом в рамках продвижения «Возвращения домой»[18][19].
- Джейкоб Баталон — Нед Лидс:
Лучший друг Паркера, который знает, что Питер — это Человек-паук[20]. Его фамилия была так же упомянута в «Нет пути домой»[15].
- Мартин Старр — Роджер Харрингтон:
Учитель Паркера и один из двух сопровождающих преподавателей в поездке по Европе[18][21].
- Тони Револори — Юджин «Флэш» Томпсон:
Одноклассник Паркера, который часто издевается над Питером, но при этом боготворит Человека-паука. В конце фильма Флэша встречает личный водитель Джеральд. По словам актёра, вместо Джеральда должен был быть отец Флэша, однако совместно с продюсером Крисом Буонджорно они придумали ход, согласно которому родители Флэша не приезжают за ним даже после смертельно опасного инцидента[22].
- Мариса Томей — Мэй Паркер:
Тётя Паркера, которая знает о его тайне личности и заручается поддержкой Человека-паука на благотворительных мероприятиях для бездомных[23].
- Джейк Джилленхол — Квентин Бек / Мистерио:
Бывший сотрудник «Stark Industries» и специалист по голографическим иллюзиям, притворяющийся последним выжившим героем Земли-833 из Мультивселенной. Его нанимает Фьюри, чтобы остановить Элементалов[17][24][25]. Сценарист Крис Маккенна заявил, что Джилленхол предлагал продюсерам и сценаристам свои идеи на счёт персонажа, которые, по мнению Криса, вывели Мистерио на совершенно новый уровень. Актёру понравилась задумка, согласно которой Бек пользовался любовью общественности к супергероям и потребностью в них. Сам актёр также хотел убедиться, что фальшивая история его персонажа звучит максимально убедительно[26]. У режиссёра был свежий взгляд на персонажа, а идея объединить Человека-паука, Мистерио и Ника Фьюри для противостояния глобальной угрозе Элементалов казалась ему «действительно захватывающей»[12].

Кроме того, Энгаури Райс и Хорхе Лендеборг-младший повторили роли одноклассников Питера Бетти Брант и Джейсона Ионелло. Питер Биллингсли сыграл учёного и бывшего сотрудника «Stark Industries» Уильяма Гинтера Ривы, ранее работавшего на Обадайю Стейна в фильме «Железный человек» (2008). В первой сцене после титров Дж. К. Симмонс появился в роли главного редактора газеты The Daily Bugle Джей Джона Джеймсона, который разоблачает Человека-паука. Это первый случай, когда актёр повторяет одну и ту же роль в разных кинофраншизах про супергероя (Симмон впервые исполнил роль Джеймсона в трилогии Сэма Рэйми, не относящейся к КВМ). Во второй сцене после титров Бен Мендельсон и Шэрон Блинн повторили роли замещающих Ника Фьюри и Марию Хилл скруллов Талоса и Сорен из фильма «Капитан Марвел» (2019).
Нуман Аджар сыграл Димитрия, агента Фьюри. Реми Хай исполнил роль Брэда Дэвиса, популярного студента, пытающегося произвести впечатление на Эм-Джей во время тура по Европе, а Клэр Рашбрук — Дженис, костюмера, работающего на Бека. Первый открытый актёр-трансгендер в КВМ Зак Барак появился в роли одноимённого одноклассника Питера. Дон Мишель Кинг, являющаяся первым помощником редактора фильмов КВМ, озвучила искусственный интеллект «Э.Д.И.Т.», разработанный Тони Старком для Питера. В картине используются архивные кадры из фильмов «Железный человек» и «Первый мститель: Противостояние» (2016) с изображением Джеффа Бриджеса и Роберта Дауни-младшего в ролях Обадайи Стейна и Тони Старка. В начале фильма в формате «В память о…» (англ. in memoriam) были задействованы архивные кадры с Дауни-младшим, Крисом Эвансом, Скарлетт Йоханссон и Полом Беттани в ролях Старка, Стива Роджерса / Капитана Америки, Наташи Романофф / Чёрной вдовы и Вижна.

## Производство

### Разработка

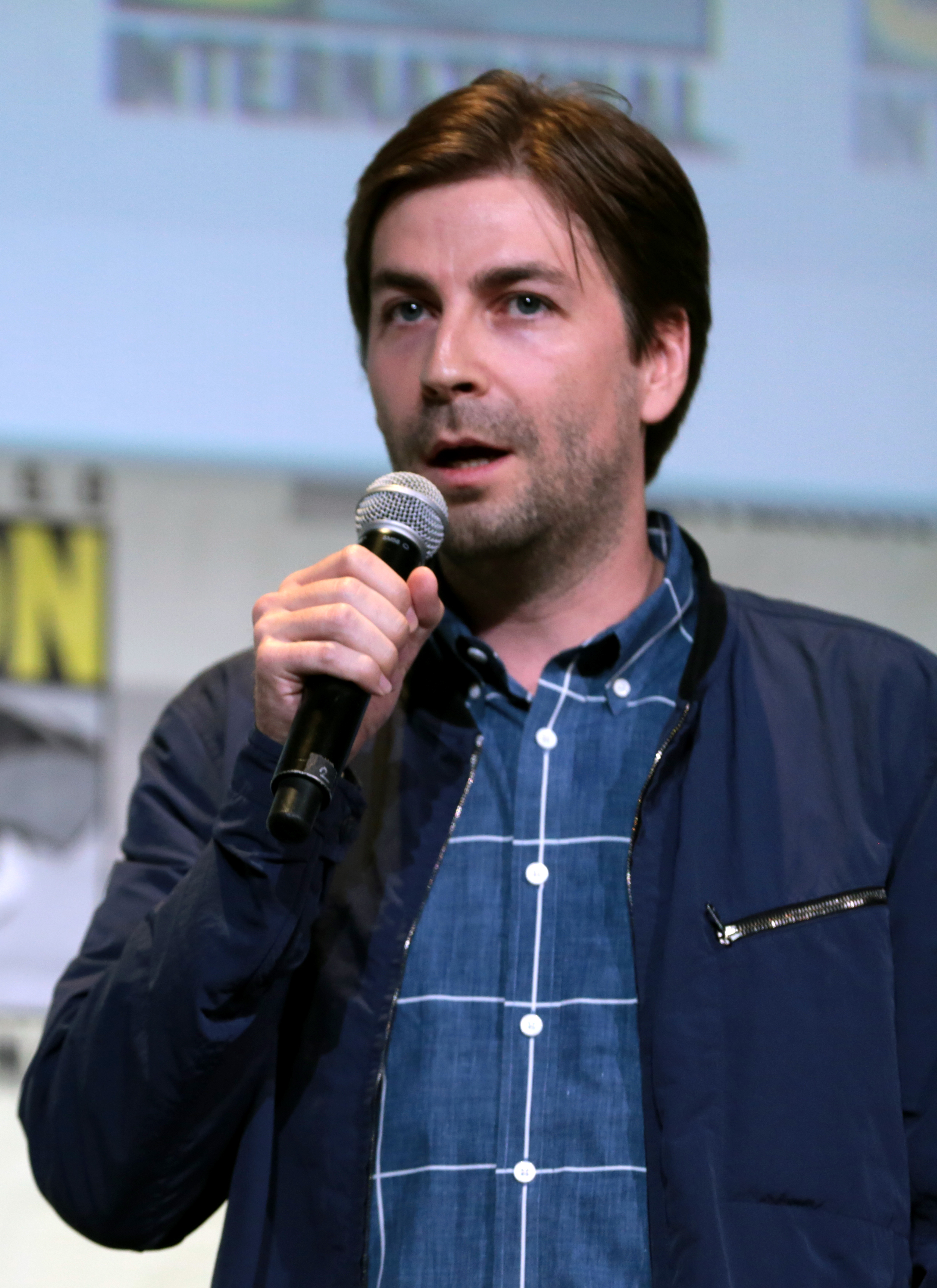
Джон Уоттс — режиссёр фильма

В июле 2016 года председатель кинокомпании Sony Pictures Том Ротман подтвердил намерение представителей Sony и Marvel Studios продолжить серию фильмов о Человеке-пауке после «Возвращения домой». В следующем месяце президент Marvel Studios Кевин Файги сообщил, что будущие картины о Питере Паркере будут следовать модели франшизы «Гарри Поттер» — сюжет каждого фильма будет разворачиваться в новом учебном году, причём действие второй части должно будет происходить во время третьего года обучения Паркера в старшей школе, а третьего — в ходе последнего. В октябре Том Холланд подписал контракт на участие в трёх фильмах о Человеке-пауке. В том же месяце актёр дал интервью журналу Women’s Wear Daily, в котором отметил, что представители Sony и Marvel работают над сюжетом сиквела «Возвращения домой» и рассматривают потенциальных антагонистов. В декабре сотрудники Sony объявили дату выхода продолжения — 5 июля 2019 года. Настойчивое желание руководства Sony выпустить сиквел в 2019 году нарушало секретность Marvel Studios относительно фильмов «Мстители: Война бесконечности» (2018) и «Мстители: Финал» (2019), премьера которых была назначена раньше выхода сиквела Паука. Связано это было с тем, что в «Войне бесконечности» Человек-паук исчезал из-за щелчка Таноса и до премьеры «Финала» считался погибшим.
В июне 2017 года стало известно, что во втором фильме о Человеке-пауке у главного героя будет другой наставник вместо Тони Старка / Железного человека из «Возвращения домой». Кевин Файги отметил, что после событий «Войны бесконечности» и «Финала» Паркер окажется в «совершенно новой кинематографической вселенной» и сравнил влияние этих фильмов на персонажа с его ролью в «Противостоянии», которая сформировала образ героя для «Возвращения домой». Файги и Паскаль хотели, чтобы фильм срежиссировал постановщик предыдущей части Джон Уоттс, а сам Уоттс подтвердил, что в его контракте были предусмотрены съёмки ещё одного проекта о Человеке-пауке. В интервью корреспонденту сайта Collider Файги и Паскаль заявили, что вместо цифры «2» в названии у сиквела также будет подзаголовок. Кроме того, глава Marvel Studios обозначил дату начала съёмочного периода — апрель или май 2018 года. Файги, подтвердил, что как и в случае с «Возвращением домой», антагонистом сиквела станет злодей из комиксов, который ещё не появлялся в кино. В интервью изданию We Got This Covered Уоттс упомянул Морбиуса, Блэйда и Хамелеона среди персонажей, которых он хотел бы использовать в фильме. По словам режиссёра, команде «Вдали от дома» предстояло учитывать многие произошедшие в «Финале» изменения: например, Нед, Эм-Джей и Флэш Томпсон испарились во время событий «Войны бесконечности» вместе с Паркером, в то время как выжившие одноклассники Питера стали на пять лет старше из-за Скачка. Уоттс сравнил эту ситуацию с завязкой фильма «Полёт навигатора» (1986); по мнению режиссёра, несмотря на всю её странность, она открывала простор для чего-то весёлого.

### Подготовка к съёмкам
В конце августа 2017 года началась подготовка к съёмкам. Крис Маккенна и Эрик Соммерс находились на завершающей стадии переговоров о написании сценария к сиквелу. В октябре Джейкоб Баталон заявил, что вернётся к роли лучшего друга Питера Паркера Неда Лидса. Два месяца спустя стало известно о назначении Уоттса режиссёром. В феврале 2018 года Зендея подтвердила своё возвращение к роли Эм-Джей. В конце месяца начался поиск подходящих локаций и визуальных материалов для планирования сцен и спецэффектов. В конце апреля Файги заявил, что в отличие от первой части, съёмки которой проходили в Атланте (штат Джорджия), съёмочный процесс сиквела начнётся в Лондоне, так как большая часть сюжета фильма будет разворачиваться в других странах.
В мае того же года стало известно, что Маккенна и Соммерс напишут сценарий. Джейк Джилленхол присоединился к проекту с ролью классического злодея Человека-паука из комиксов Квентина Бека / Мистерио. Предполагалось, что в фильме примут участие Эдриан Тумс / Стервятник и Лиз Аллан в исполнении Майкла Китона и Лоры Харриер, однако Уоттс опроверг эту информацию. Сценаристы начали работу с написания заметок, учитывающих различные идеи и влияния на сюжет других фильмов. В них было указано, что картина должна была затрагивать тему смерти Железного человека и последствия Скачка — пятилетнего периода, во время которого половина всей жизни во Вселенной была уничтожена Таносом. Появление Мистерио, который являлся персонажем-обманщиком в комиксах, позволило сценаристам затронуть несколько тем, в том числе использование фальшивых новостей. В одной из изначальных задумок Мистерио являлся скруллом.
В конце июня 2018 года Холланд раскрыл полное название фильма — «Человек-паук: Вдали от дома»; актёр сделал это с разрешением Файги, так как глава Marvel Studios подозревал, что оно всё равно просочится в сеть во время съёмок. Файги сравнил подзаголовок сиквела с «Возвращением домой», так как тот также имеет несколько значений и содержит слово «Дом». Из раскрытого синопсиса стало известно, что действие фильма будет происходить летом, которое Паркер проведёт в Европе со своими друзьями. Создатели фильма рассматривали Новый Асгард в качестве одного из мест учебного тура.

### Съёмки

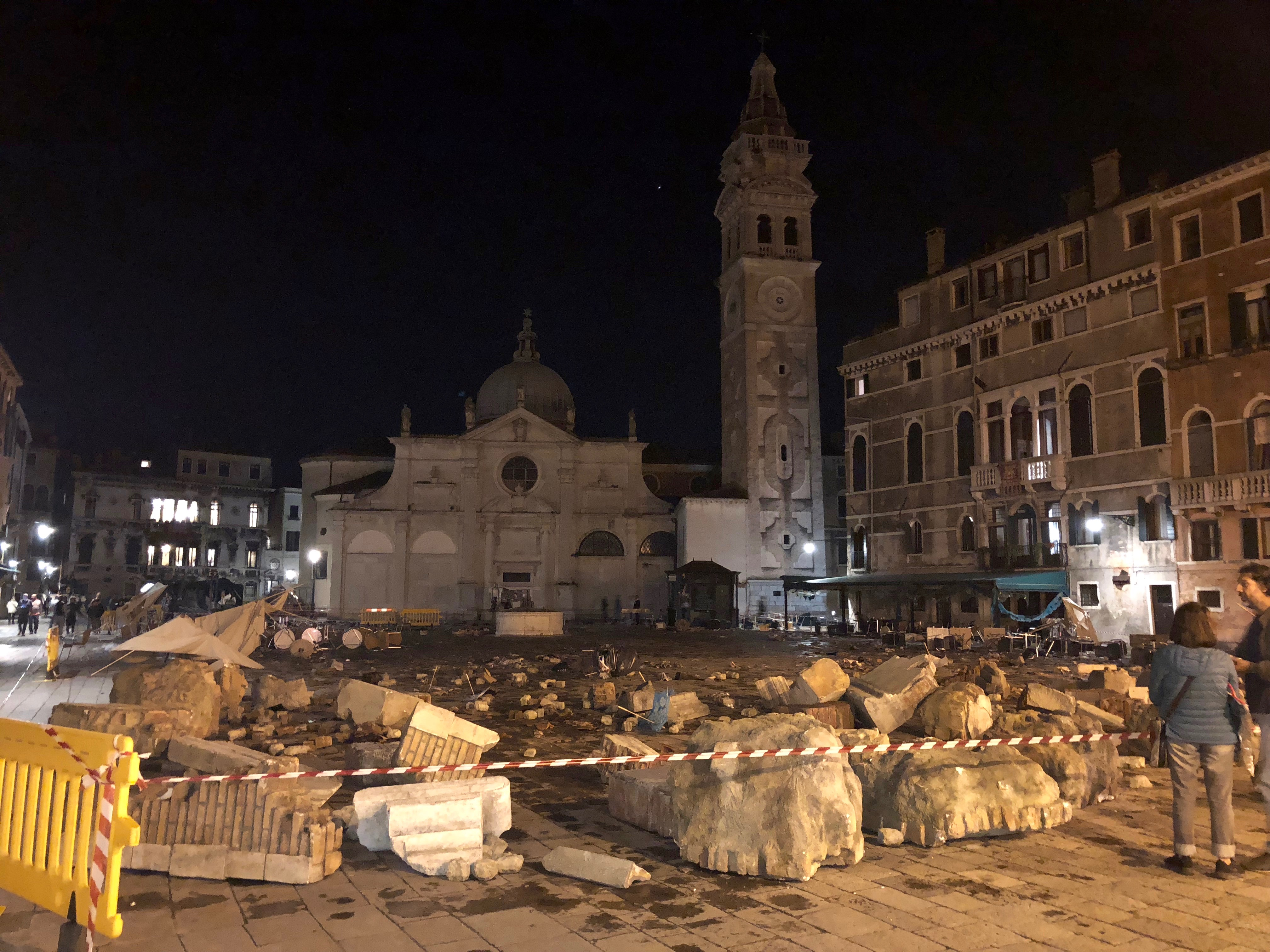
Съёмочная площадка сцен битвы с Огненным Элементалом в Венеции (Италия)

Съёмочный процесс начался 2 июля 2018 года в Хартфордшире (Англия) под рабочим названием «Fall of George». Оператором-постановщиком выступил друг режиссёра Мэттью Ллойд; ранее Уоттс хотел поработать с ним над «Возвращением домой», однако на тот момент Ллойд был занят на съёмках «Могучих рейнджеров» (2017). Съёмки «Вдали от дома» начались в Лондоне, после чего создатели фильма также посетили Ист-Энд и аэропорт Станстед. Декорации для некоторых сцен в Венеции создавались в студии Warner Bros. Studios Leavesden. Вскоре после начала съёмок в сети появились фотографии со съёмочной площадки, на которых был замечен Хемки Мадера, исполнитель роли владельца гастрономического магазина в Куинсе мистера Дельмары из прошлой части. В начале августа стало известно, что Сэмюэл Л. Джексон и Коби Смолдерс вновь исполнят роли Ника Фьюри и Марии Хилл; в том же месяце Реми Хай присоединился к актёрскому составу в роли Брэда Дэвиса. В сентябре съёмки проходили в Праге и Либереце в Чехии, а в конце месяца — в Венеции. В октябре проходили съёмки сцен в Нью-Йорке и Ньюарке (штат Нью-Джерси) под рабочим названием «Bosco». Съёмочная группа посетила такие локации как Мэдисон-сквер-гарден, Пенсильванский вокзал и аэропорт Ньюарк Либерти. Съёмки картины завершились 16 октября 2018 года.
По словам Ллойда, фильм задумывался как роуд-муви, поэтому он хотел подчеркнуть уникальность каждой показанной локации с помощью освещения и цветовой гаммы: например, во время поиска мест для съёмок оператор трижды посетил Венецию, где увидел тёплый песочный свет, который освещал здания города. В Праге же тёплые цвета переплетались с холодными, а город украшала восточноевропейская архитектура барокко. Для съёмок использовали уже установленное освещение на зданиях в Праге. Ранее Ллойд был оператором-постановщиком в других проектах КВМ — первом сезоне сериала «Сорвиголова» (2015—2018) и мини-сериале «Защитники» (2017), а также снимал дополнительные сцены для фильмов «Тор: Рагнарёк» (2017) и «Капитан Марвел» (2019), поэтому эстетика «Вдали от дома» была ему знакома. Изначально он планировал использовать камеры Alexa 65, однако представители Sony попросили его сосредоточиться на подготовке материала для своих релизов в формате 2K. По этой причине в производство использовались камеры Alexa Mini, что упростило работу оператору на открытом воздухе и облегчило совмещение съёмок в реальном времени с визуальными эффектами.

### Завершение производства
В октябре 2018 года, после успеха фильма «Веном», Sony Pictures Entertainment и IMAX Corporation заключили сделку о выпуске нескольких проектов Sony, включая «Вдали от дома», в формате IMAX. Два месяца спустя на панели Comic Con Experience в Сан-Паулу Холланд и Джилленхол представили первый трейлер фильма, в котором было подтверждено появление Элементалов — древних внепространственных существ, способных управлять четырьмя основными стихиями — водой, землёй, воздухом и огнём. Все четыре Элементала создавались по образу классических противников Человека-паука из комиксов: водный Элементал с Гидромена, земляной — с Песочного Человека, Элементал воздуха — с Циклона, а огня — с Расплавленного человека. Полноценно прозвища злодеев не упоминаются, однако в одной из сцен Флэш зачитывает теорию заговора, согласно которой моряк Моррис Бенч (имя Гидромена в комиксах) подвергся воздействию подводного электрогенератора и получил сверхспособности. Также авторы думали о включении в фильм суперзлодея Роя в качестве одного из Элементалов. В апреле 2019 года Sony перенесла дату премьеры фильма на 2 июля 2019 года. Во время рекламной кампании «Финала» на фанатском мероприятии в Шанхае Файги заявил, что «Вдали от дома» станет последним проектом Третьей фазы КВМ.
В том же месяце Сэмюэл Л. Джексон вернулся на съёмочную площадку для пересъёмок. Комментируя первую сцену после титров, в которой появился Джей Джона Джеймсон в исполнении Дж. К. Симмонса, Уоттс заявил, что её снимали незадолго до премьеры, чтобы сохранить сюрприз для фанатов. Съёмки проходили на зелёном экране в конференц-зале Disney. К тому же, режиссёр не стал подтверждать существование Мультивселенной, в которой имеется версия персонажа из трилогии Сэма Рэйми. Уоттс также боялся, что Симмонс откажется от участия, но при этом отметил, что не видел никого другого в этой роли, кроме него. Перед тем, как принять участие в сцене после титров, Симмонс позвонил Рэйми и получил от него благословение на съёмки. Файги же заявил, что версия Джеймсона из КВМ «совершенно новая», и никакой связи с двойником из трилогии Рэйми у неё нет. Сам исполнитель роли отметил, что у него с режиссёром были разногласия касательно вида обновлённой версии персонажа. «Единственное, в чём мы не сошлись во мнениях на сто процентов, я думаю, это в том, насколько этот персонаж будет похож на персонажа из комиксов и оригинальной трилогии Сэма Рэйми и насколько мы хотим его развить и сделать более современным», — добавил Симмонс. По словам актёра, компромиссом стало отсутствие волос у персонажа.
Говоря о второй сцене после титров, Уоттс заявил, что «Вдали от дома» является фильмом о мошенниках и обмане, и сюжетный поворот в конечной сцене дополняет это описание. В сцене Ник Фьюри (Сэмюэл Л. Джексон) и Мария Хилл (Смолдерс) оказываются скруллами Талосом и Сорен соответственно, в то время как настоящий Фьюри находится в космосе. Режиссёр посчитал, что такое раскрытие стало возможно после фильма «Капитан Марвел», в котором показано, что Фьюри уже взаимодействовал со Скруллами в прошлом. Смолдерс узнала об этом повороте от Файги незадолго до премьеры картины. Визуальные эффекты для фильма разрабатывались студиями Framestore, Industrial Light & Magic, Image Engine, Sony Pictures Imageworks, Luma Pictures, Rising Sun Pictures, Scanline VFX, Territory Studio и Method Studios. Постпроизводство картины завершилось в июне 2019 года.

### Музыка
Американский композитор Майкл Джаккино, автор саундтрека для «Возвращения домой», в октябре 2018 года подтвердил, что напишет музыку к «Вдали от дома». В начале фильма во время показа логотипа Marvel Studios и видеоролика «in memoriam» звучит песня «I Will Always Love You» Уитни Хьюстон. В финальных титрах исполняется «Vacation» группы The Go-Go’s. Альбом-саундтрек был выпущен 28 июня 2019 года лейблом Sony Classical Records.

## Рекламная кампания

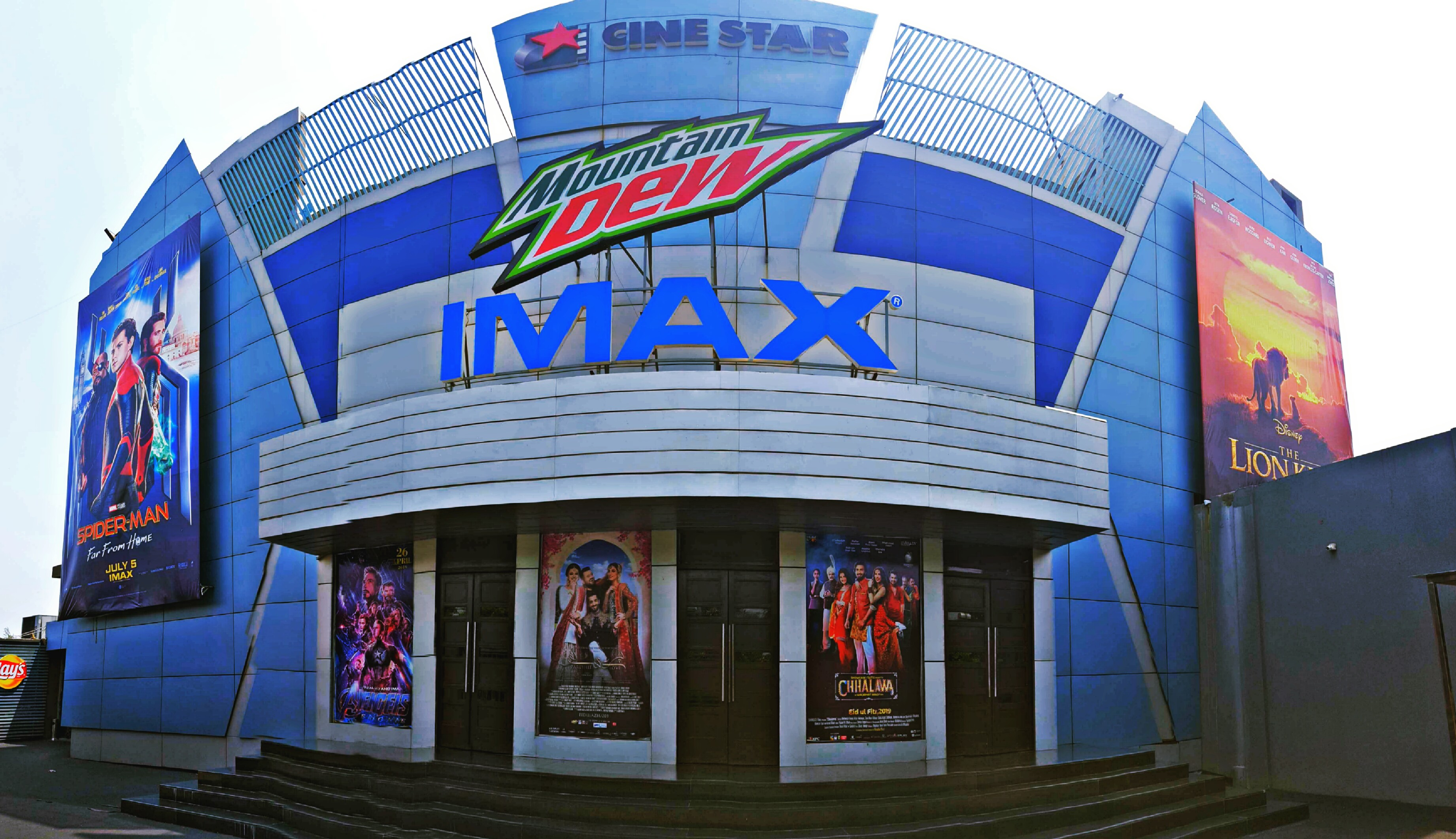
Фасад IMAX-кинотеатра CineSta в Пакистане с международным постером «Вдали от дома»

В мае 2018 года Жермен Люсье из io9 отметил, что поскольку Питер Паркер исчезает в «Войне бесконечности» и считается мёртвым до «Финала», Sony придётся либо начинать рекламную кампанию фильма за два месяца до премьеры, либо испортить сюрприз для широкой аудитории, не смотревшей «Финал», заранее подтвердив воскрешение не только Паркера, но и все остальных исчезнувших героев. Он также посоветовал использовать первый вариант, в то время как представитель Sony заявил, что студия будет работать с Marvel для разработки «стратегии Человека-паука». 8 декабря 2018 года на бразильской панели Comic Con Experience Том Холланд и Джейк Джилленхол представили первый трейлер картины. Стивен Вайнтрауб из Collider назвал его «потрясающим» и отметил, что в нём не упоминаются события «Войны бесконечности» и «Финала», а в конце ролика Джилленхол дебютирует в роли Мистерио. 15 января 2019 года Холланд опубликовал трейлер в своём аккаунте сети Instagram. В тот же день был выпущен международный трейлер с небольшими изменениями.
2 мая 2019 года в сети появился второй трейлер фильма. В начале ролика Холланд предупреждает зрителей, что в нём содержатся спойлеры к «Финалу». За первые 24 часа трейлер собрал 135,2 млн просмотров, превзойдя первый ролик и установив новый рекорд студии на то время. Перед показами «Финала» актёр также советовал зрителям досмотреть фильм до конца титров, чтобы увидеть трейлер сиквела Паука. Подобную стратегию Marvel уже использовала ранее — например, после фильма «Первый мститель» демонстрировался трейлер будущего кроссовера «Мстители» (2012). Как и с другими проектами КВМ, одним из спонсоров фильма выступила немецкая компания Audi, чьи транспортные средства, включая Audi Q8 e-tron, присутствовали в фильме. Среди рекламных партнёров также значились Dr Pepper, Papa John’s Pizza, Burger King и другие. В итоге общие затраты на маркетинговую кампанию составили около 288 млн долларов, что стало абсолютным рекордом в индустрии на тот момент.
В сентябре 2019 года Sony запустила вирусную маркетинговую кампанию в честь выхода фильма на домашних носителях, создав сайт TheDailyBugle.net в стиле реальных веб-ресурсов с теориями заговора. Симмонс вновь исполнил роль Джей Джоны Джеймсона, появившись в видеороликах, где он критикует Человека-паука и поддерживает Мистерио. На сайте публиковались истории якобы пострадавших от «Скачка» — людей, которые утверждали, что исчезли в опасных обстоятельствах, а после возвращения получили тяжёлые травмы. Это противоречило заявлению Кевина Файги, согласно которому все, кого воскресил Брюс Бэннер, оказывались в безопасности, даже если до этого они находились в угрожающей ситуации. Вскоре после слов главы Marvel Studios на ресурсе появилось опровержение, в котором говорилось, что все представленные истории были выдуманы для получения страхового возмещения.

## Выпуск

### В кинотеатрах
Мировая премьера фильма «Человек-паук: Вдали от дома» состоялась 26 июня 2019 года в китайском театре TCL в Голливуде (Лос-Анджелес). Два дня спустя картина вышла в Китае и Японии, в США — 2 июля в форматах 3D и IMAX, а в России — 4 июля. В США лента была показана в 4634 кинотеатрах, что стало вторым показателем за все время после кроссовера «Мстители: Финал». Первоначально, фильм должен был выйди в прокат 5 июля. Повторные показы фильма состоялись в выходные в честь Дня труда, начиная с 29 августа; в перевыпущенной версии также имелось четыре минуты дополнительного материала. «Человек-паук: Вдали от дома» стал последним фильмом, выпущенным в рамках Третьей фазы КВМ.
В марте 2024 года Sony объявила, что все фильмы студии о Человеке-пауке снова выйдут в кинотеатрах в рамках празднования 100-летия Columbia Pictures. «Человек-паук: Вдали от дома» был повторно выпущен 27 мая 2024 года.

### В домашних медиа
Фильм был выпущен на цифровых носителях 17 сентября 2019 года компанией Sony Pictures Home Entertainment, а на Ultra HD Blu-ray, Blu-ray и DVD — 1 октября. В домашнем медиа-релизе представлен короткометражный фильм под названием «Список дел Питера», в котором Паркер собирает различные вещи для тура по Европе; сцены оттуда не вошли в версию для кинотеатрального проката. В короткометражке также есть кадры, в которых Хемки Мадера повторяет свою роль мистера Дельмара, владельца местной гастрономической лавки; появление этого персонажа также вырезали из окончательной версии фильма.
В апреле 2021 года Sony подписала соглашение с Disney, предоставляющее им доступ к прошлым фильмам о Человеке-пауке и контенту Marvel во Вселенной Sony о Человеке-пауке, для трансляции на стриминговых сервисах Disney+ и Hulu, а также показа в линейных телевизионных сетях Disney. Доступ Disney к фильмам Sony появится после того, как они будут выпущены на Netflix. Ранее «Вдали от дома» был в наличии на Starz и FX. Картина стала доступна на Disney+ 3 ноября 2023 года.

## Восприятие

### Кассовые сборы
«Человек-паук: Вдали от дома» по результатам проката собрал 391,3 млн долларов в США и Канаде, а в других странах — $ 741,3 млн, в итоге собрав по всему миру — $ 1 132 723 226. Он стал четвёртым самым кассовым фильмом 2019 года и 24-м самым кассовым фильмом всех времён на то время. 18 августа 2019 года картина превзошла «007: Координаты „Скайфолл“» (2012) и стала самым кассовым проектом Sony Pictures в мире. «Человек-паук: Вдали от дома» стал первым фильмом о Человеке-пауке, впервые собравшим в прокате один миллиард долларов. Издание Deadline Hollywood подсчитало, что чистая прибыль фильма, с учётом производства, рекламной кампании, участия актёров и других расходов, составила $ 339 млн. Благодаря кассовым сборам и доходам от домашних просмотров фильм попал на седьмое место в списке «Самые ценные блокбастеры» 2019 года.
За три недели до премьеры на внутреннем рынке, по официальным данным, фильм собрал около $ 170 млн за шесть дней проката. Некоторые обозреватели отмечали, что сборы ленты достигли $ 200 млн, в то время как другие оценивали их в скромные $ 165 млн; Sony прогнозировала, что первые сборы во время премьеры достигнут $ 154 млн. Ближе к премьерной неделе прогнозы снизились до $ 140 млн, а студия, из-за провалов других сиквелов, ожидала уже $ 120 млн. В день премьеры фильм заработал рекордные $ 39,3 млн, включая $ 2,8-3 млн от ночных показов примерно в 1000 кинотеатрах. Во второй день проката картина собрала $ 27 млн, что стало лучшим показателем за всю историю проката фильмов КВМ в среду. В День независимости США лента получила $ 25,1 млн, что стало вторым по величине результатом после «Трансформеров» 2007 года ($ 29 млн). В первые выходные «Человек-паук: Вдали от дома» собрал $ 92,6 млн и $ 185,1 млн за шесть дней проката. Вторые выходные принесли фильму $ 45,3 млн и он снова стал самым кассовым фильмом. Во время третьих выходных картина заработала $ 21 млн, но её превзошёл фильм «Король Лев». По завершении проката лента заняла седьмое место среди самых кассовых фильмов 2019 года.
По изначальным прогнозам, «Вдали от дома» должен был собрать около $ 350 млн по всему миру к концу первой недели проката и около $ 500 млн за первые 10 дней. В Китае и Японии ожидалось, что премьера принесёт около $ 90 млн в первые выходные. В Китае фильм заработал $ 35,5 млн в первый день проката, включая $ 3,4 млн, полученных с ночных показов; связано это также с тем, что предварительная продажа билетов была дешевле, чем на «Возвращение домой». Всего сиквел собрал $ 580,1 млн по всему миру за первые десять дней проката. В Китае за это время фильм собрал $ 167,4 млн. Главными международными рынками по сборам также стали Южная Корея ($ 33,8 млн), Великобритания ($ 17,8 млн), Мексика ($ 13,9 млн) и Австралия ($ 11,9 млн).

### Критика
| Рейтинги            | Рейтинги |
| Издание             | Оценка   |
| ------------------- | -------- |
| Rotten Tomatoes     | 7,4/10   |
| Metacritic          | 69/100   |
| CinemaScore         | А        |
| The Guardian        | [ 144 ]  |
| IGN                 | [ 145 ]  |
| The Washington Post | [ 146 ]  |
| Chicago Sun-Times   | [ 147 ]  |
| Empire              | [ 148 ]  |
| Collider            | B+       |
| «Мир фантастики»    | [ 150 ]  |
| «Российская газета» | 4/5      |

На сайте-агрегаторе рецензий Rotten Tomatoes фильм получил рейтинг одобрения 91 % на основе 456 отзывов со средней оценкой 7,4/10. Консенсус критиков сайта гласит: «Совершенно непредсказуемая смесь подростковой романтики и супергеройского экшена, „Человек-паук: Вдали от дома“ элегантно готовит почву для следующей эры КВМ». На сайте Metacritic средневзвешенная оценка фильма составляет 69 баллов из 100 на основе 55 рецензий, что соответствует критерию «преимущественно положительные отзывы». Российский агрегатор рецензий «Критиканство» присвоил ленте 76 баллов из 100 на основе 56 рецензий от русских изданий. Зрители, опрошенные CinemaScore, поставили фильму среднюю оценку «A» по шкале от «A+» до «F». 76 % обозревателей PostTrak заявили, что «однозначно рекомендуют его к просмотру».
В своей рецензии для Би-би-си критик Николас Барбер отметил, что главной темой картины является обман и подчеркнул, что в современном мире основной проблемой супергеройских блокбастеров является чрезмерное использование компьютерной графики в кульминационных сценах сражения; в фильме же зрителю также неоднократно упоминают, что реальность может быть «фальшивой». Симран Ганс из The Guardian поставила фильму 3 звезды из 5 и заявила, что сиквел предлагает мягкую стартовую площадку для новой фазы КВМ после кроссовера «Мстители: Финал». Критик Ричард Броди в своём отзыве для The New Yorker написал, что фильм использует простую героическую драму и избегает показывать реальные последствия боёв и разрушений, делая их скорее забавными и фантастическими. К тому же, Броди отметил, что в картине нет никаких чётких предпосылок для сражений, а также раскритиковал отсутствие большей индивидуальности персонажей. Джим Вейвода из IGN назвал «Вдали от дома» комбинацией фильмов «Военные игры» (1983), «Европейские каникулы» (1985) и «Поймал!» (1985). Критик похвалил визуальные эффекты в картине и добавил, что поклонники КВМ получат наслаждение от пасхалок к другим проектам медиафраншизы. Энн Хорнадей из The Washington Post присвоила фильму три звезды из четырёх, отметив, что лучшими моментами в фильме являются не боевые сцены, которые стали скучными и предсказуемыми, а забавные шутки и смешные разговоры между друзьями, делающими ставки не на жизнь, а насмерть, в частности из-за секретной личности Паркера. Оуэн Глейберман написал рецензию для Variety, в которой похвалил игру Холланда и заявил следующее: «„Человек-паук: Вдали от дома“, вышедший после „Человека-паука: Через вселенные“ с его яркими психоделическими образами и играми с восприятием, остаётся частью обычных фильмов Marvel. Это не уводит зрителя из мира фильма, но всё равно создаёт ощущение — или иллюзию — важности происходящего». По мнению Дмитрия Злотницкого из журнала «Мир фантастики», главной темой второго сольника Человека-паука стало наследие Железного человека в лице Тони Старка. В то же время он отметил, что зрителям не стоит ожидать в фильме какого-либо эпилога к «Финалу».
Ведущий кинокритик газеты The New York Times Энтони Скотт в своей рецензии высоко оценил комедийные моменты картины и отметил, что мотивы Мистерио являются смесью «мании величия и полубезосновательной обиды» и раскрывают главную проблему фильма — Тони Старка, чьи бывшие сотрудники, недовольные тем, что Железный человек присваивал себе их работу, в итоге стали врагами Человека-паука. Джону Андерсону из The Wall Street Journal понравилась игра Холланда и Зендейи, но при этом он описал ленту ка «визуально бессвязную и перегруженную спецэффектами», а диалоги назвал «ужасными». Ричард Роупер, автор статьи для Chicago Sun-Times, поставил фильму 3 звезды из 4 возможных, назвав его «пикантным, милым и доставляющим удовольствие». Однако критик раскритиковал «неубедительное» отсутствие других Мстителей и добавил, что «Вдали от дома» теряет динамику и доверие зрителей из-за событий, которые не могут развиваться без внезапной потери персонажами здравого смысла и интеллекта во время путешествий. Алонсо Дюральде из TheWrap сказал, что фильм похож на «очаровательную комедию о путешествиях для подростков, которая иногда превращается в фильм о супергероях», что, по его словам, является комплиментом. Он также отметил, что картина представляет собой пример того, что мы привыкли называть «летним фильмом». В своём отзыве для Empire, Бен Трэвис присвоил ленте 4 звезды из 5 и подчеркнул, что Том Холланд всё ещё остаётся идеальным Человеком-пауком по сравнению с воплощениями Тоби Магуайра и Эндрю Гарфилда и окрестил фильм лёгким летним блокбастером, который «лицом к лицу сталкивается с монолитным наследием „Финала“». Алексей Литовченко, пишущий для «Российской газеты», назвал «несомненной удачей» выбор Джилленхола на роль Мистерио и заметил, что «Вдали от дома» — это наполовину милая легкомысленная молодёжная комедия, которая, ко всему прочему, также затрагивает актуальные геополитические тренды, в том числе преобладание фейков в информационном поле. Мэтт Голдберг из Collider отметил, что «Вдали от дома» такой же весёлый, как и «Возвращение домой», но при этом назвал главным недостатком картины медленный темп повествования. «Некоторые сцены длятся слишком долго, хотя в содержании сцены нет ничего плохого. Это фильм, который нуждается в небольшой корректировке для сохранения динамики» — пояснил Голдберг.

### Награды и номинации
| Наименование награды                                | Дата церемонии вручения | Категория                                                                | Получатель(-и)                                                                            | Результат | Источ.          |
| --------------------------------------------------- | ----------------------- | ------------------------------------------------------------------------ | ----------------------------------------------------------------------------------------- | --------- | --------------- |
| Teen Choice Awards                                  | 11 августа 2019         | «Летний выбор фильма»                                                    | «Человек-паук: Вдали от дома»                                                             | Победа    | [ 159 ]         |
| Teen Choice Awards                                  | 11 августа 2019         | «Летний выбор киноактёра»                                                | Том Холланд                                                                               | Победа    | [ 159 ]         |
| Teen Choice Awards                                  | 11 августа 2019         | «Летний выбор киноактрисы»                                               | Зендея                                                                                    | Победа    | [ 159 ]         |
| «Дракон»                                            | 1 сентября 2019         | «Лучший научно-фантастический или фэнтезийный фильм»                     | «Человек-паук: Вдали от дома»                                                             | Номинация | [ 160 ]         |
| «Сатурн»                                            | 13 сентября 2019        | «Лучший фильм — экранизация комикса»                                     | «Человек-паук: Вдали от дома»                                                             | Номинация | [ 161 ] [ 162 ] |
| «Сатурн»                                            | 13 сентября 2019        | «Лучшие спецэффекты»                                                     | «Человек-паук: Вдали от дома»                                                             | Номинация | [ 161 ] [ 162 ] |
| «Сатурн»                                            | 13 сентября 2019        | «Лучшая киноактриса второго плана»                                       | Зендея                                                                                    | Победа    | [ 161 ] [ 162 ] |
| «Сатурн»                                            | 13 сентября 2019        | «Лучший молодой актёр или актриса»                                       | Том Холланд                                                                               | Победа    | [ 161 ] [ 162 ] |
| People’s Choice Awards                              | 10 ноября 2019          | «Фильм 2019 года»                                                        | «Человек-паук: Вдали от дома»                                                             | Номинация | [ 163 ]         |
| People’s Choice Awards                              | 10 ноября 2019          | «Боевик 2019 года»                                                       | «Человек-паук: Вдали от дома»                                                             | Номинация | [ 163 ]         |
| People’s Choice Awards                              | 10 ноября 2019          | «Мужчина-кинозвезда 2019 года»                                           | Том Холланд                                                                               | Номинация | [ 163 ]         |
| People’s Choice Awards                              | 10 ноября 2019          | «Звезда боевика 2019 года»                                               | Том Холланд                                                                               | Победа    | [ 163 ]         |
| People’s Choice Awards                              | 10 ноября 2019          | «Женщина-кинозвезда 2019 года»                                           | Зендея                                                                                    | Победа    | [ 163 ]         |
| Награды профессиональной ассоциации Голливуда       | 12 ноября 2019          | «Выдающиеся визуальные эффекты в художественном фильме»                  | Алексис Вайсброт, Стивен Кеннеди, Натан Макконнел, Сильвен Дегротт и Джонатан Опгенхаффен | Номинация | [ 164 ] [ 165 ] |
| Hollywood Music in Media Awards                     | 20 ноября 2019          | «Лучшая оригинальная музыка в научном или фантастическом фильме»         | Майкл Джаккино                                                                            | Номинация | [ 166 ] [ 167 ] |
| Премия Национальной киноакадемии                    | 3 декабря 2019          | «Лучший художественный фильм»                                            | «Человек-паук: Вдали от дома»                                                             | Номинация | [ 168 ]         |
| Премия Национальной киноакадемии                    | 3 декабря 2019          | «Лучшая мужская роль»                                                    | Том Холланд                                                                               | Номинация | [ 168 ]         |
| Премия Национальной киноакадемии                    | 3 декабря 2019          | «Лучшая женская роль второго плана»                                      | Зендея                                                                                    | Номинация | [ 168 ]         |
| Премия Национальной киноакадемии                    | 3 декабря 2019          | «Лучшая мужская роль второго плана»                                      | Джей Би Смув                                                                              | Победа    | [ 169 ]         |
| AACTA                                               | 4 декабря 2019          | «Лучшие визуальные эффекты или анимация»                                 | Брендан Силс, Майкл Пердью, Эндрю Цинк и Адам Гейли                                       | Победа    | [ 170 ] [ 171 ] |
| Награда Голливудского творческого союза             | 9 января 2020           | «Лучший блокбастер»                                                      | «Человек-паук: Вдали от дома»                                                             | Номинация | [ 172 ] [ 173 ] |
| «Выбор критиков»                                    | 12 января 2020          | «Лучший экшн-фильм»                                                      | «Человек-паук: Вдали от дома»                                                             | Номинация | [ 174 ]         |
| Награды Киногида                                    | 24 января 2020          | «Лучший фильм для взрослой аудитории»                                    | «Человек-паук: Вдали от дома»                                                             | Номинация | [ 175 ]         |
| «Энни»                                              | 25 января 2020          | «Выдающиеся достижения в области анимации персонажей в живом исполнении» | Стивен Аргула и Йоаким Ридингер                                                           | Номинация | [ 176 ]         |
| Премия Общества специалистов по визуальным эффектам | 29 января 2020          | «Выдающиеся эффекты имитации в фотореалистичном фильме»                  | Адам Гейли, Джейкоб Сантамария, Джейкоб Кларк и Стефани Моул (за «Огненного Элементала»)  | Номинация | [ 177 ]         |
| Kids’ Choice Awards                                 | 2 мая 2020              | «Любимый фильм»                                                          | «Человек-паук: Вдали от дома»                                                             | Номинация | [ 178 ]         |
| Kids’ Choice Awards                                 | 2 мая 2020              | «Любимый киноактёр»                                                      | Том Холланд                                                                               | Номинация | [ 178 ]         |
| Kids’ Choice Awards                                 | 2 мая 2020              | «Любимый супергерой»                                                     | Том Холланд                                                                               | Победа    | [ 178 ]         |
| Kids’ Choice Awards                                 | 2 мая 2020              | «Любимая киноактриса»                                                    | Зендея                                                                                    | Номинация | [ 178 ]         |

## Продолжение
В 2017 году Холланд заявлял, что после кинокомикса «Человек-паук: Возвращение домой» планируется ещё два фильма о супергерое, причём сюжет триквела будет происходить во время последнего года обучения Паркера в средней школе. В июле 2019 года Файги сообщил, что сцена после титров «Вдали от дома» заложила основу для совершенно новой истории о Питере Паркере, которую ещё не показывали в кино. В августе 2019 года Disney и Sony не смогли договориться о дальнейшем участии Marvel Studios и самого Файги в производстве фильмов о Человеке-пауке. Холланд лично обратился к председателю Sony Pictures Тому Ротману и гендиректору Disney Роберту Айгеру с просьбой возобновить переговоры.
В следующем месяце представители студии объявили о достижении соглашения: третий фильм будет снят при участии Marvel Studios и Кевина Файги, а Том Холланд вернётся к роли Человека-паука. Для работы над сценарием были приглашены Крис Маккенна и Эрик Соммерс, а Уоттс вошёл в финальные переговоры о режиссуре. В июле 2020 года постановщик был утверждён на пост режиссёра. В октябре 2019 года Зендея подтвердила своё возвращение к роли Эм-Джей. Год спустя к проекту присоединились Томей, Баталон и Револори, а также Бенедикт Камбербэтч в роли доктора Стивена Стрэнджа и Бенедикт Вонг в роли верховного чародея Вонга. В триквеле была затронута концепция Мультивселенной, из-за чего в фильме вновь появились Тоби Магуайр и Эндрю Гарфилд в ролях Питера-два и Питера-три соответственно. К тому же, к своим ролям вернулись Уиллем Дефо (доктор Норман Озборн / Зелёный гоблин), Альфред Молина (доктор Отто Октавиус / Доктор Осьминог) и Томас Хейден Чёрч (озвучивание Флинта Марко / Песочного человека) из трилогии Сэма Рэйми (2002—2007), а также Джейми Фокс (Макс Диллон / Электро) и Рис Иванс (озвучивание доктора Курта Коннорса / Ящера) из дилогии Марка Уэбба (2012—2014). В сцене после титров в качестве эпизодического камео появился Эдди Брок / Веном в исполнении Тома Харди из медиафраншизы «Вселенная Человека-паука от Sony». Съёмочный процесс проходил с октября 2020 по 26 марта 2021 года. Мировая премьера кинокомикса состоялась 13 декабря 2021 года, а США — 17 декабря. При бюджете в 200 млн долларов США, картина собрала $ 1,952 млрд по всему миру. Третья часть получила высокие оценки от критиков и зрителей, а также завоевала множество наград в разных категориях, включая премии «Сатурн» и MTV Movie & TV Awards. Кроме того, лента номинировалась на премию «Оскар».

### Комментарии
1. ↑  События фильма «Мстители: Финал» (2019)[4].
2. ↑  События фильма «Мстители: Война бесконечности» (2018)[7].
3. ↑  События фильма «Железный человек» (2008).
4. ↑  Даты вручения наград и проставления номинаций указаны в хронологическом порядке.